# 虎堂駅
虎堂駅（ホダンえき）は、大韓民国慶尚北道永川市にかつて存在した中央線の駅である。

## 歴史
- 1958年1月10日 - 開業[1]
- 1974年8月15日 - 廃止[2]